# Ладігезоциприс родоський
Ладігезоциприс родоський (Ladigesocypris ghigii) — вид прісноводних риб родини ялецевих (Leuciscidae).

## Опис
Дрібна рибка, завдовжки до 9 см. Її темно-коричнево-срібляста спина відокремлена від світлого черева широкою темною смугою. Бічна лінія є неповною і проходить тільки через частину з 27-33 рядів луски. Рот термінальний. Спинний плавець має три жорсткі і сім-дев'ять розгалужених м'яких променів. Анальний плавець має три жорсткі і вісім-дев'ять м'яких променів.

## Поширення
Ендемік острова Родос (Греція). Його природними середовищами існування є річки, переривчасті річки, прісноводні болота, прісноводні джерела та ставки.

## Спосіб життя
Трапляється у повільно текучих ділянках струмків серед рослинності. Личинки трапляються вздовж берегів серед рослинності. Харчується водними безхребетними та водоростями. Нереститься серед водної рослинності, особливо ниткоподібних водоростей.

## Охорона
На більшій частині ареалу стан природних популяцій виду залишається нестабільним. В ряді регіонів спостерігається тенденція до зниження чисельності популяції виду. Тому ладігезоциприс родоський, згідно з Червоним списком МСОП, отримав охоронну категорію «вид перебуває в критичному стані». Крім того, він занесений до Директиви Європейського Союзу 92/43/ЄС «Про збереження природних оселищ та видів природної фауни і флори» (Додаток II. Види рослин і тварин, що становлять особливий інтерес для Європейського Союзу, збереження яких потребує створення територій особливої охорони).